# Audi A4
Audi 80, с 1995 года Audi A4, представляет собой семейство моделей среднего класса, выпускаемых под маркой Audi. Внутреннее обозначение автомобилей этой серии — «тип В».
Audi 80 стал преемником серии Audi F103, модели которой — Audi 60, 75, 80 и Super 90— обозначались по числу лошадиных сил. Наименование Audi 80 стало использоваться для всего модельного ряда и в 1994 году было заменено на A4. В марте 2023 года генеральный директор Audi Маркус Дюсманн подтвердил, что A4 будет переименован в A5, а A6 станет A7, а будущие A4 и A6 будут продаваться только как электромобили. 

## Краткий обзор серий

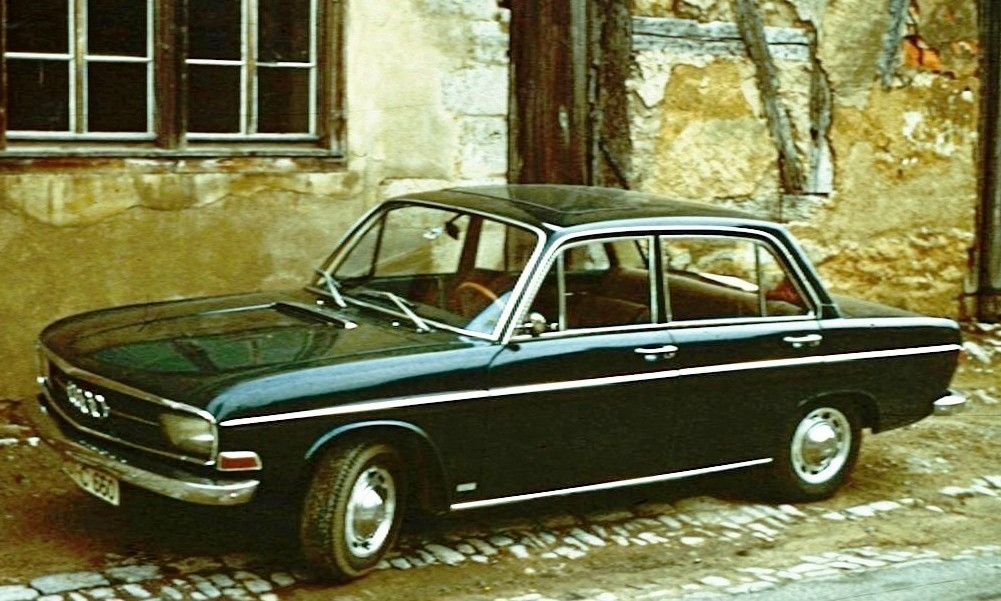
Audi F103 1965–1972
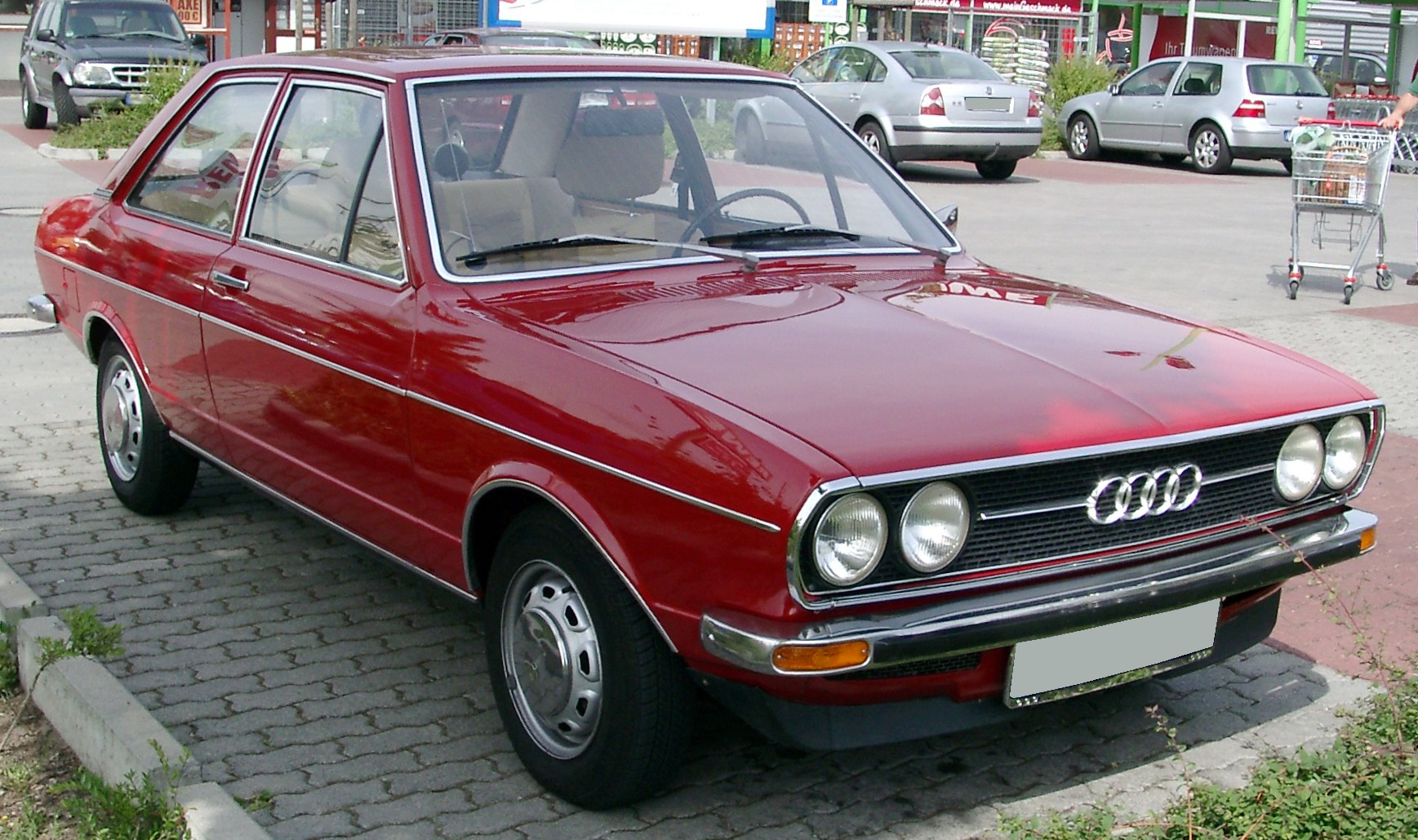
Audi 80 B1 1972–1976
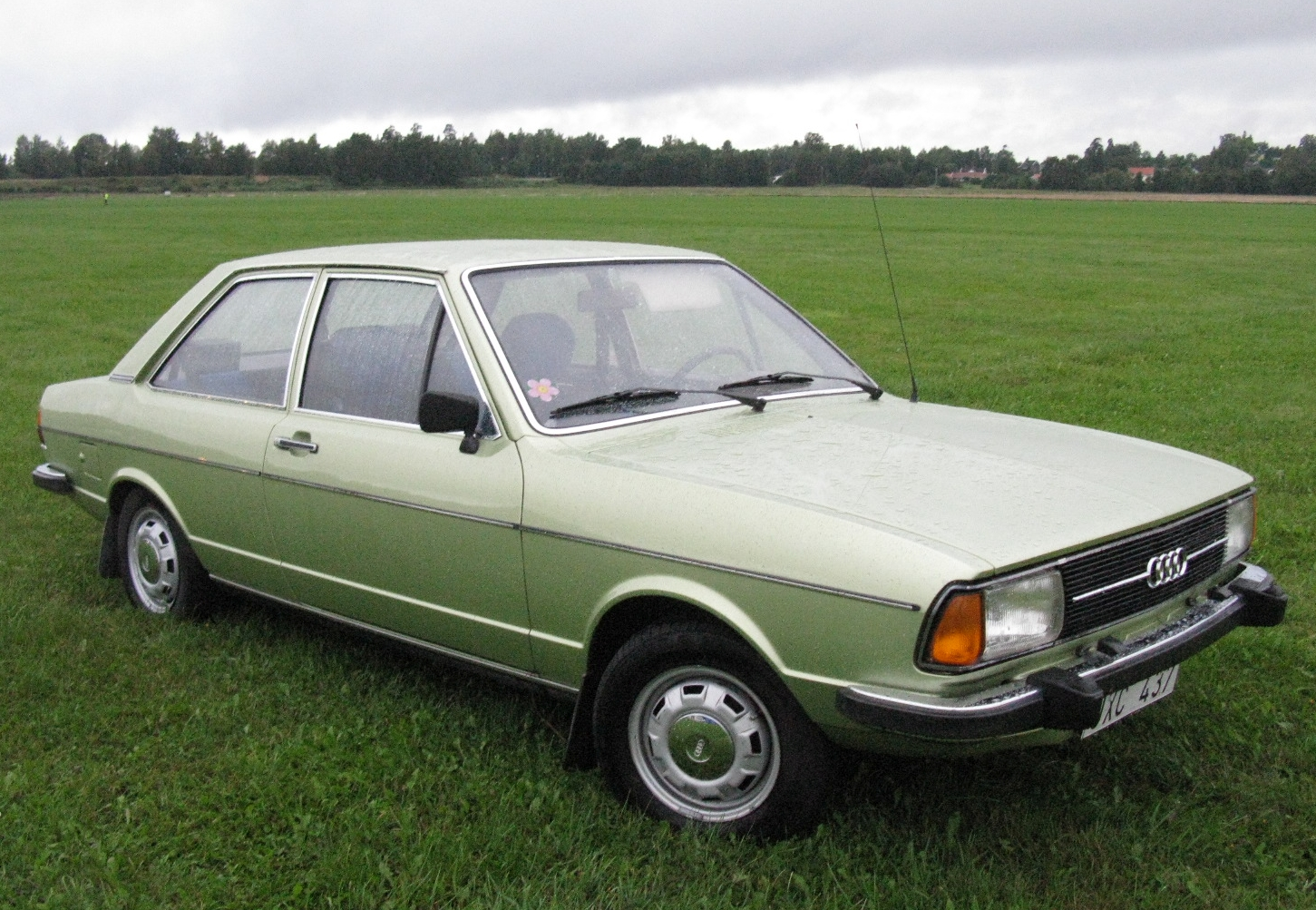
Audi 80 B1 (Рестайлинг) 1976–1978
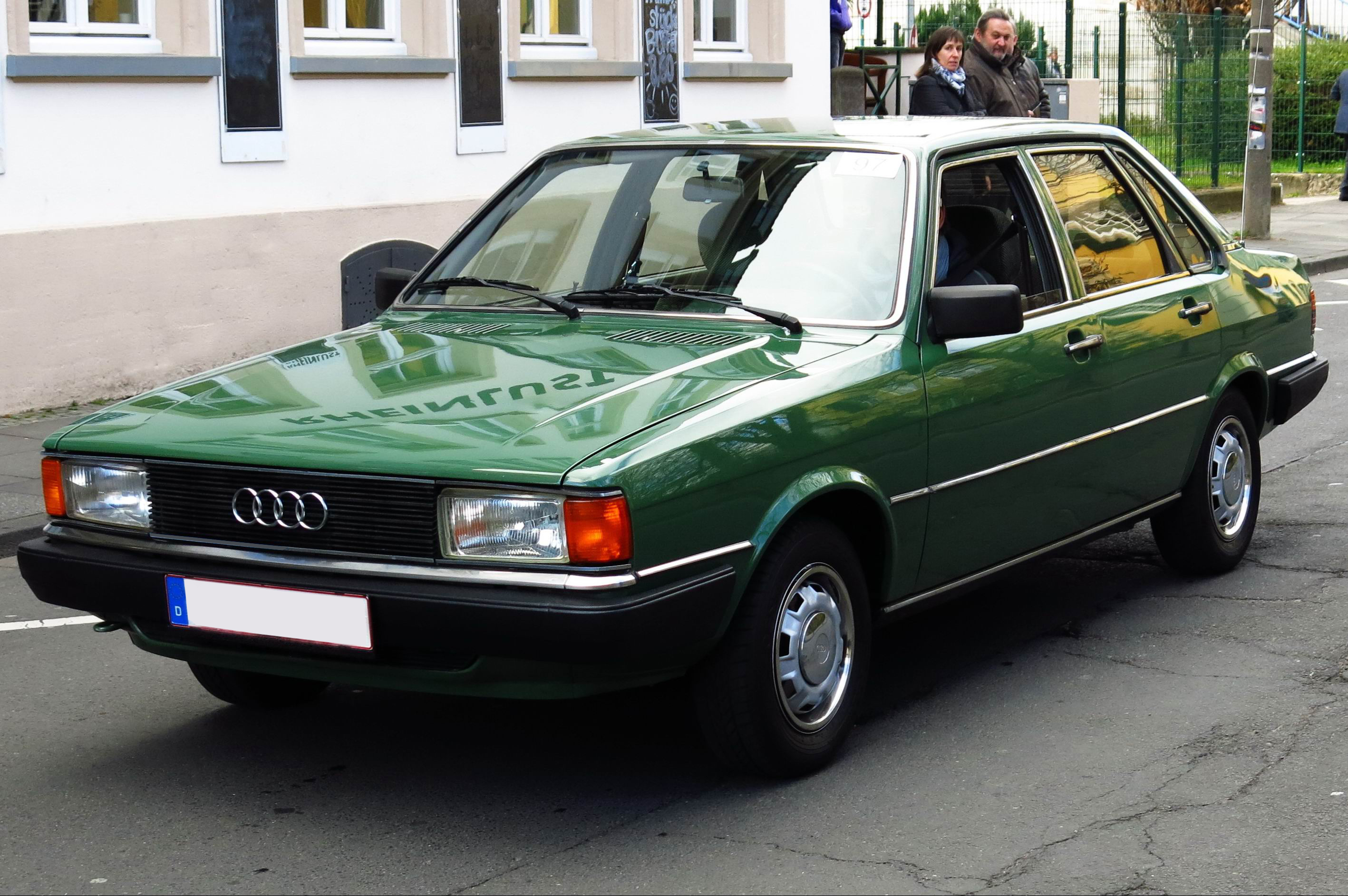
Audi 80 B2 1978–1986
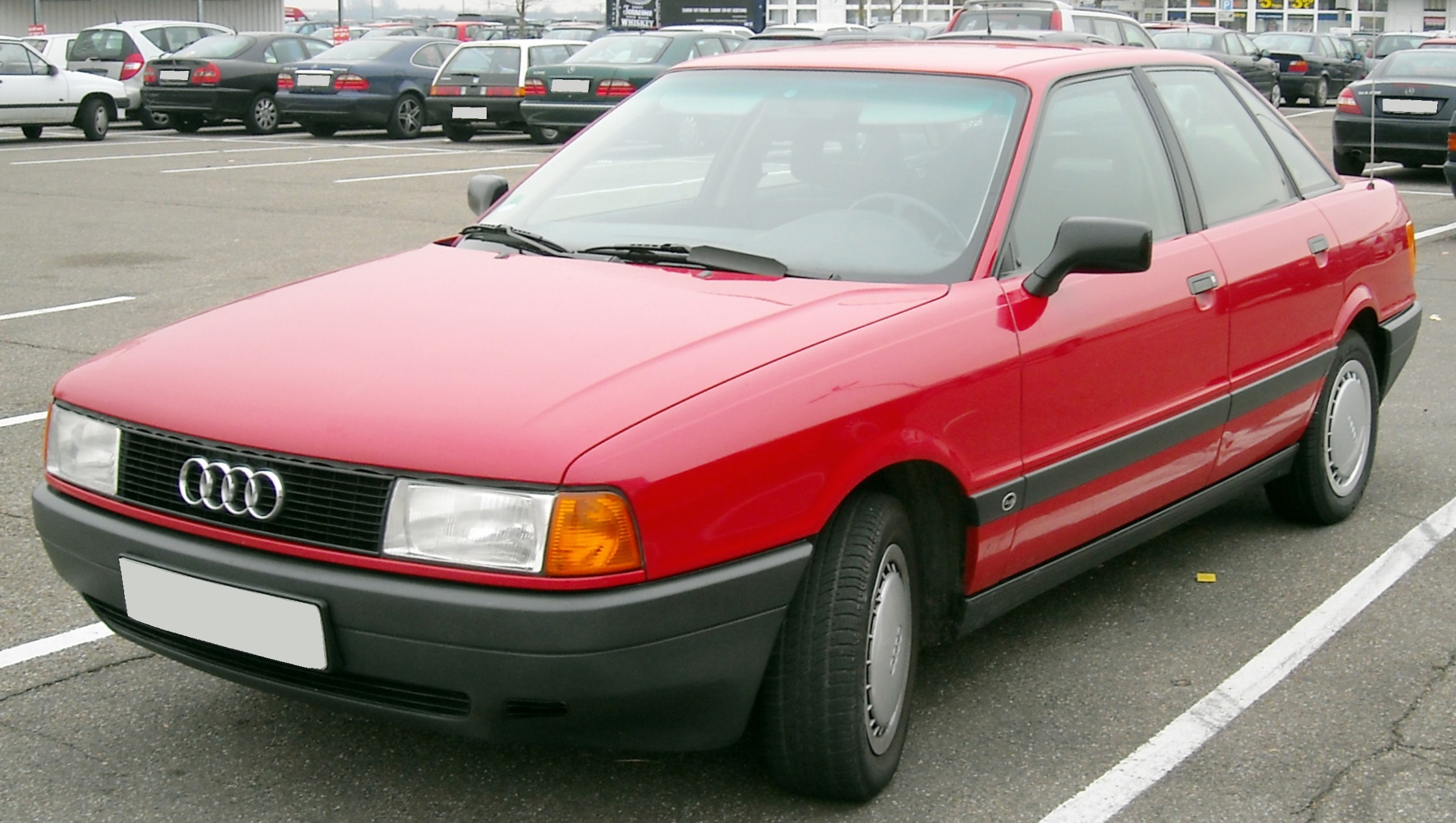
Audi 80 B3 1986–1991
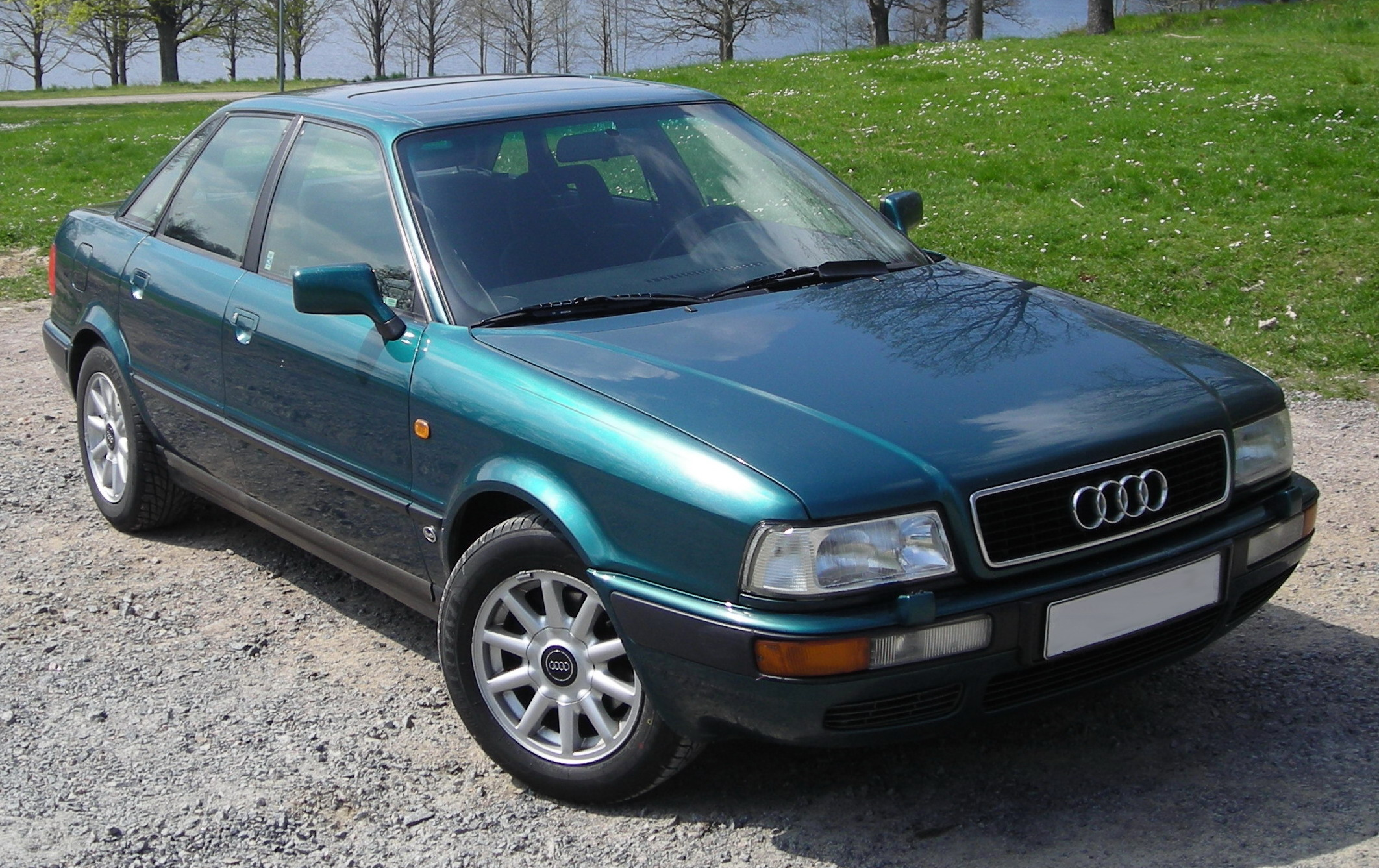
Audi 80 B4 1991–1995
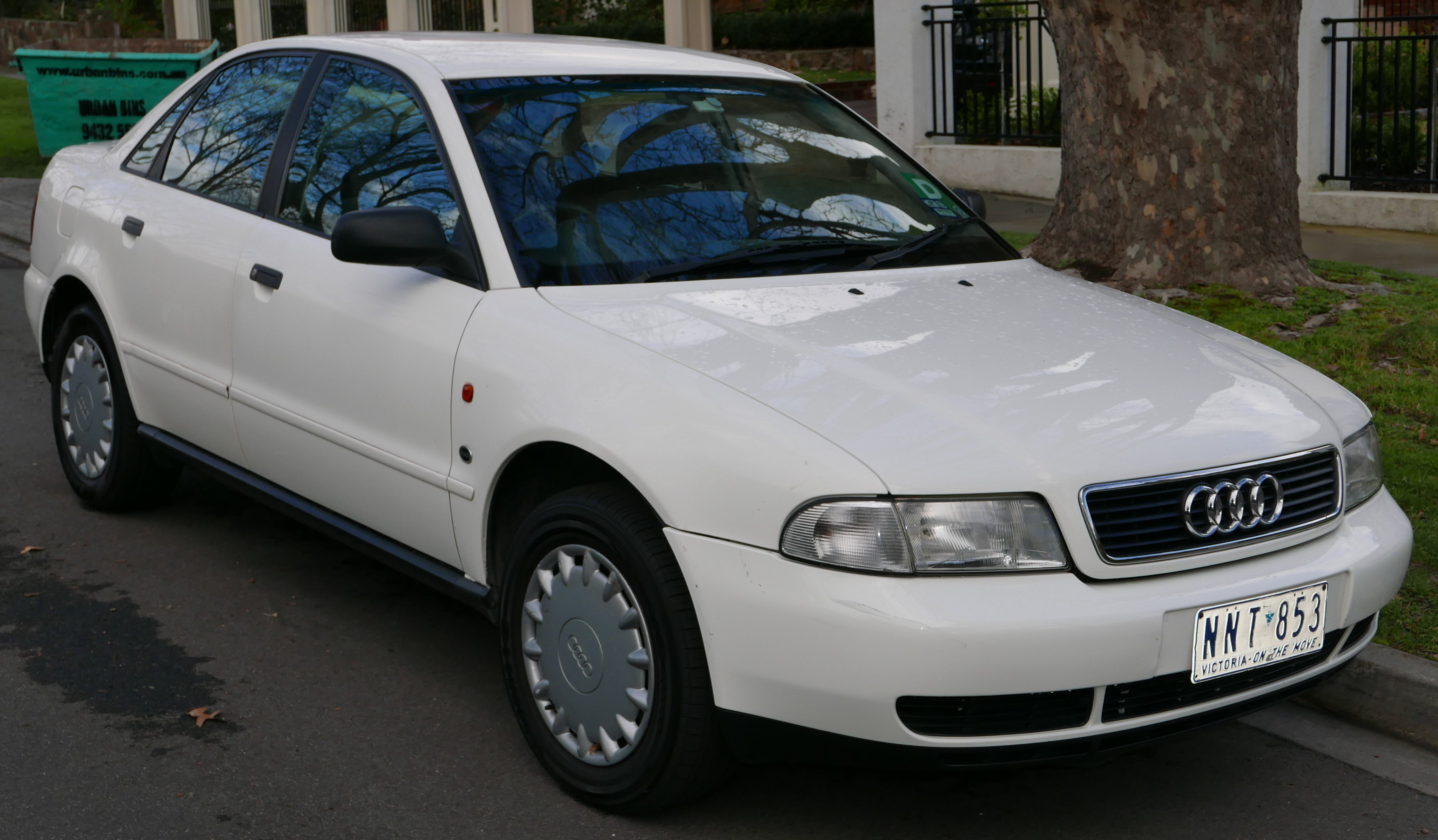
Audi A4 (B5) 1994–1998
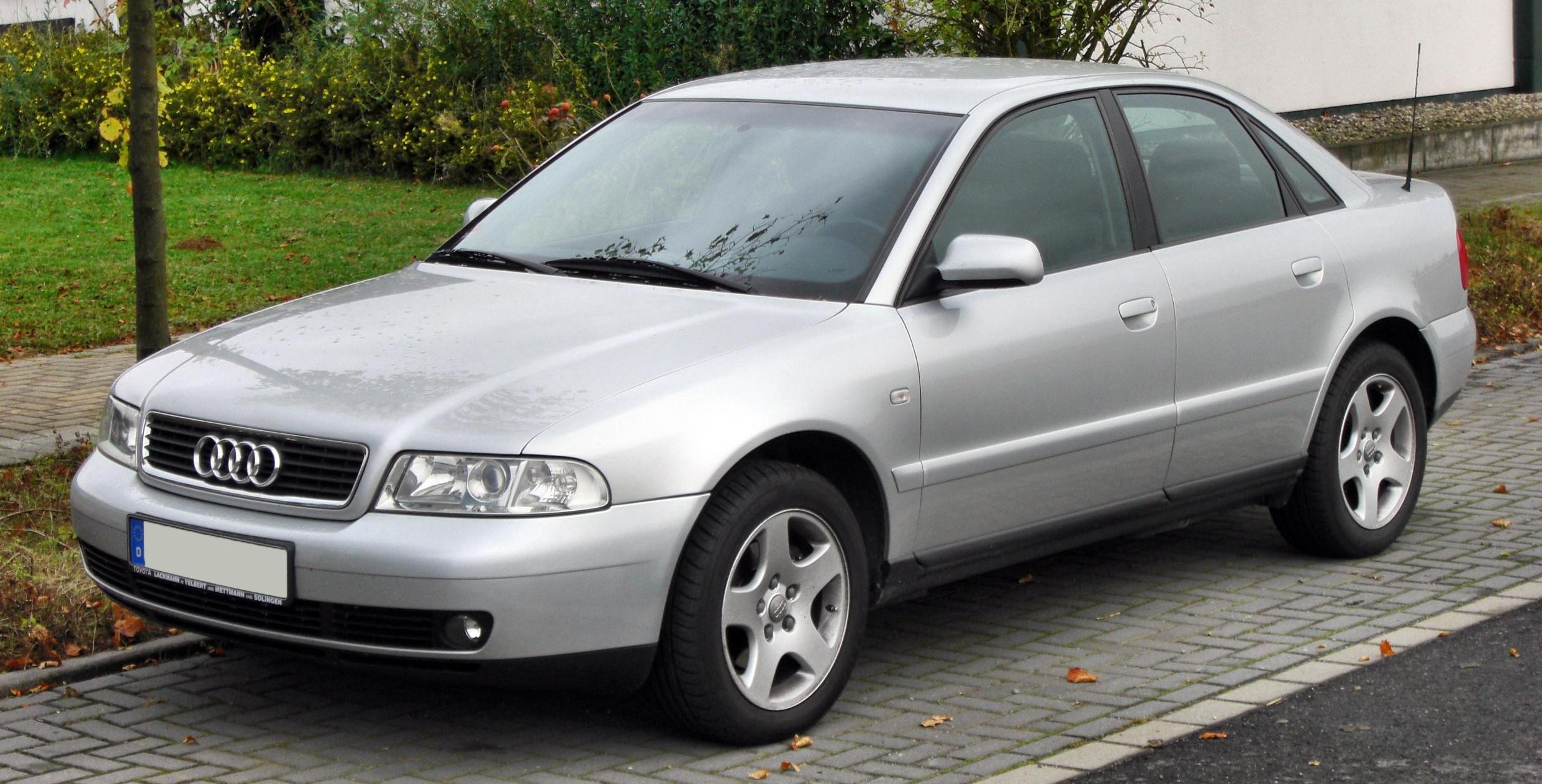
Audi A4 (B5) (Рестайлинг) 1998–2001
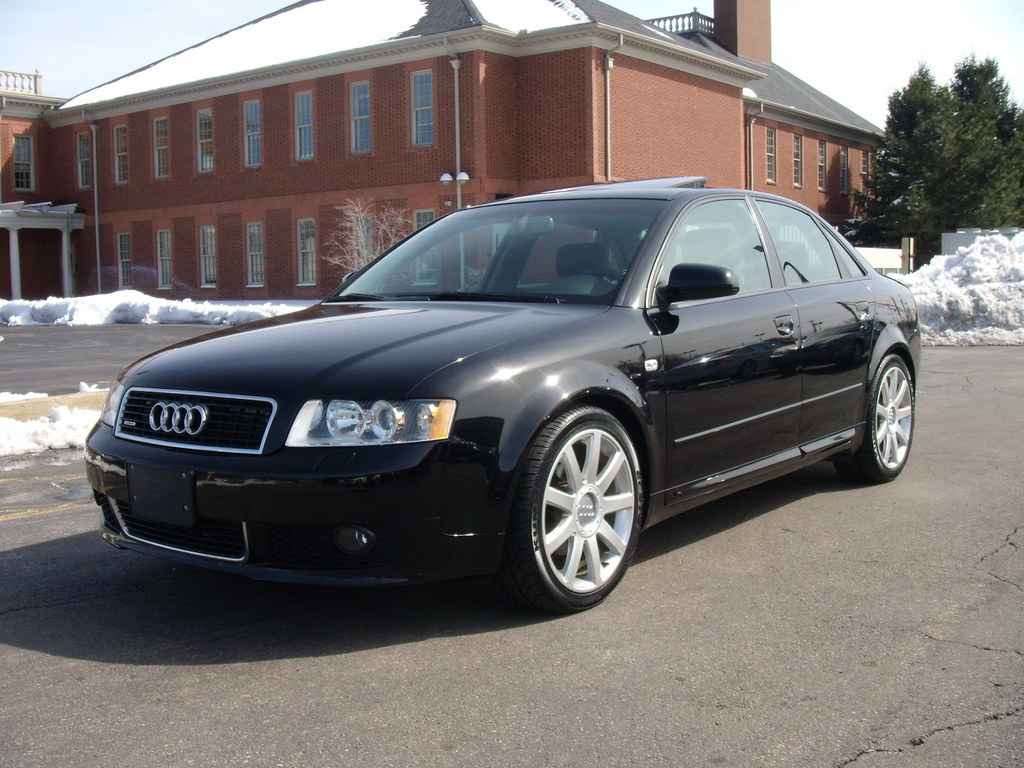
Audi A4 B6 2000–2004
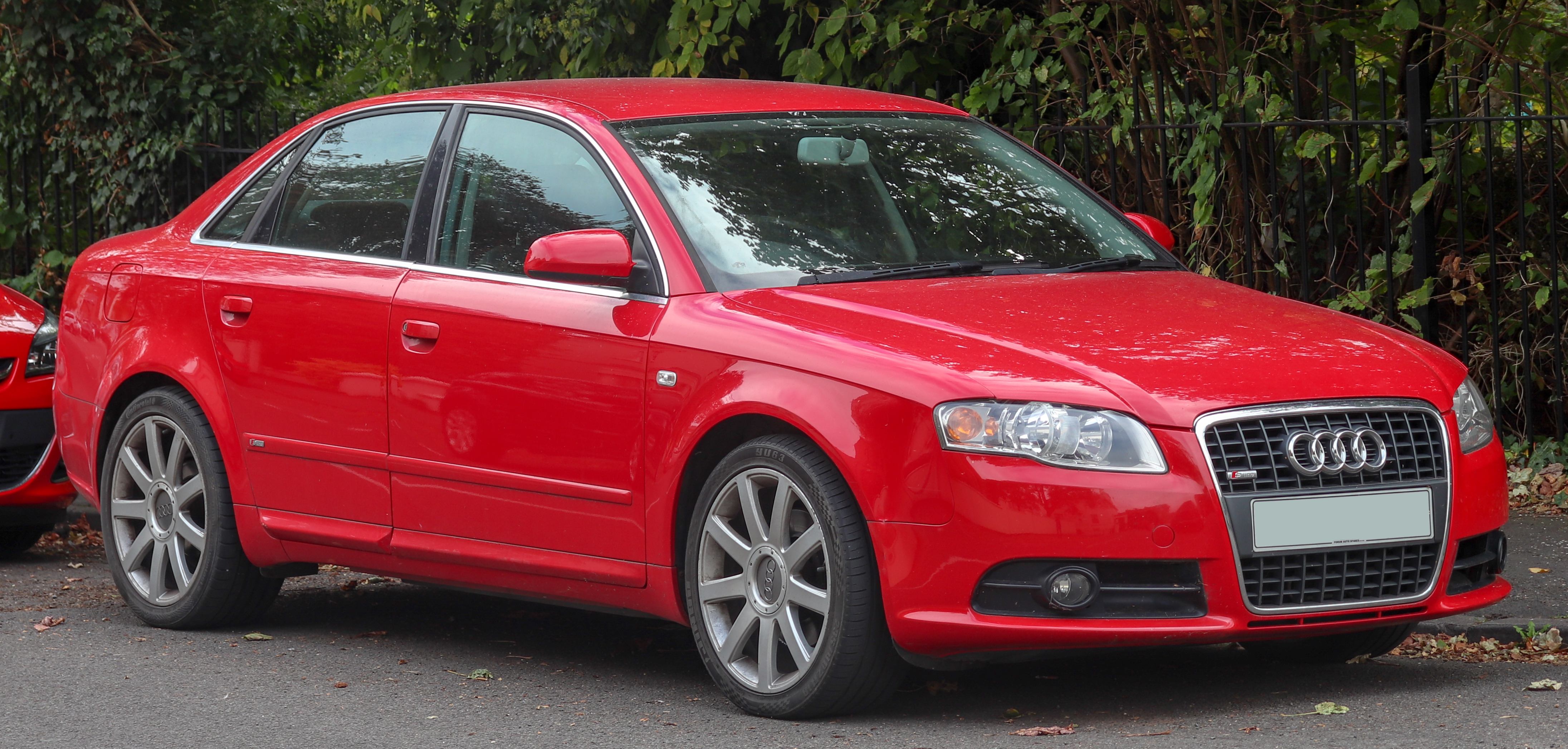
Audi A4 B7 2004–2008
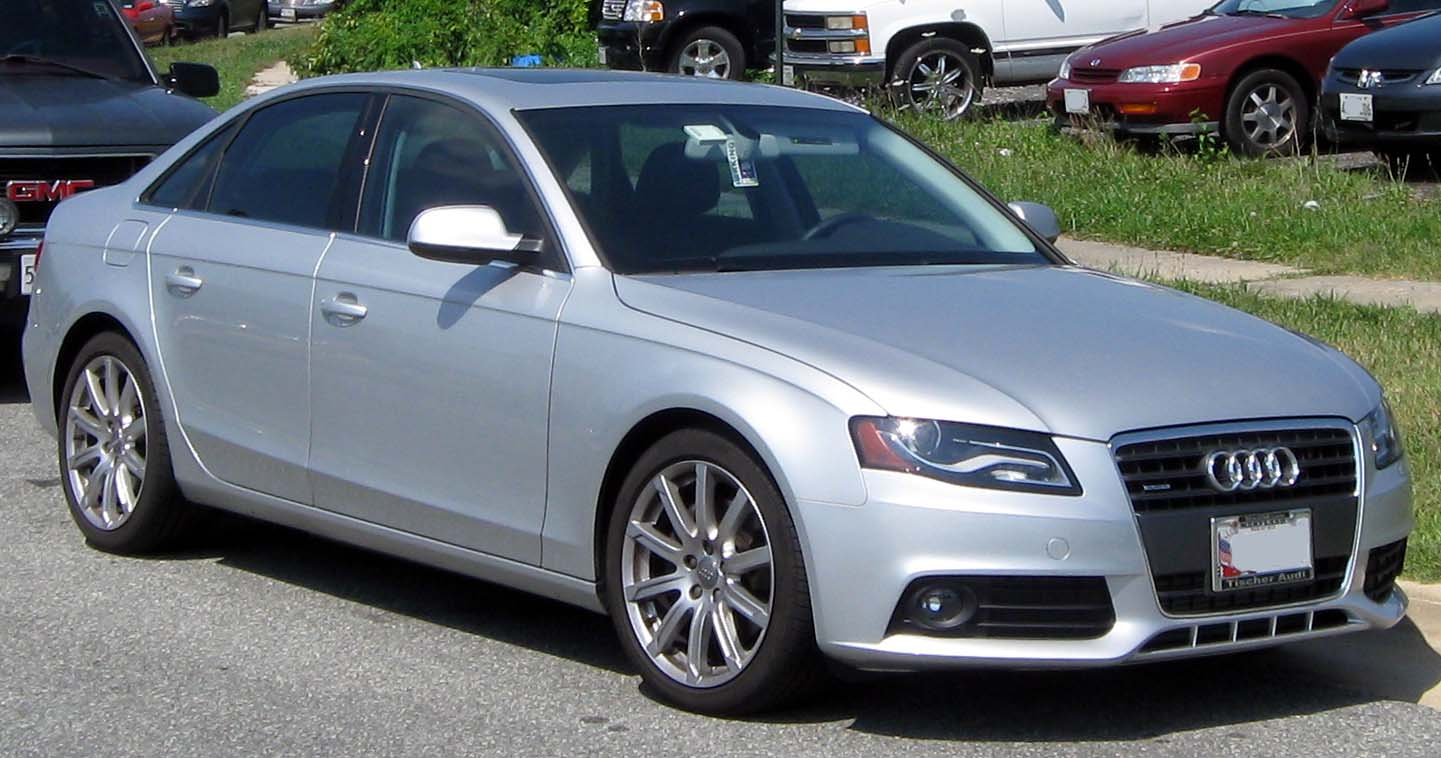
Audi A4 B8 2008–2011
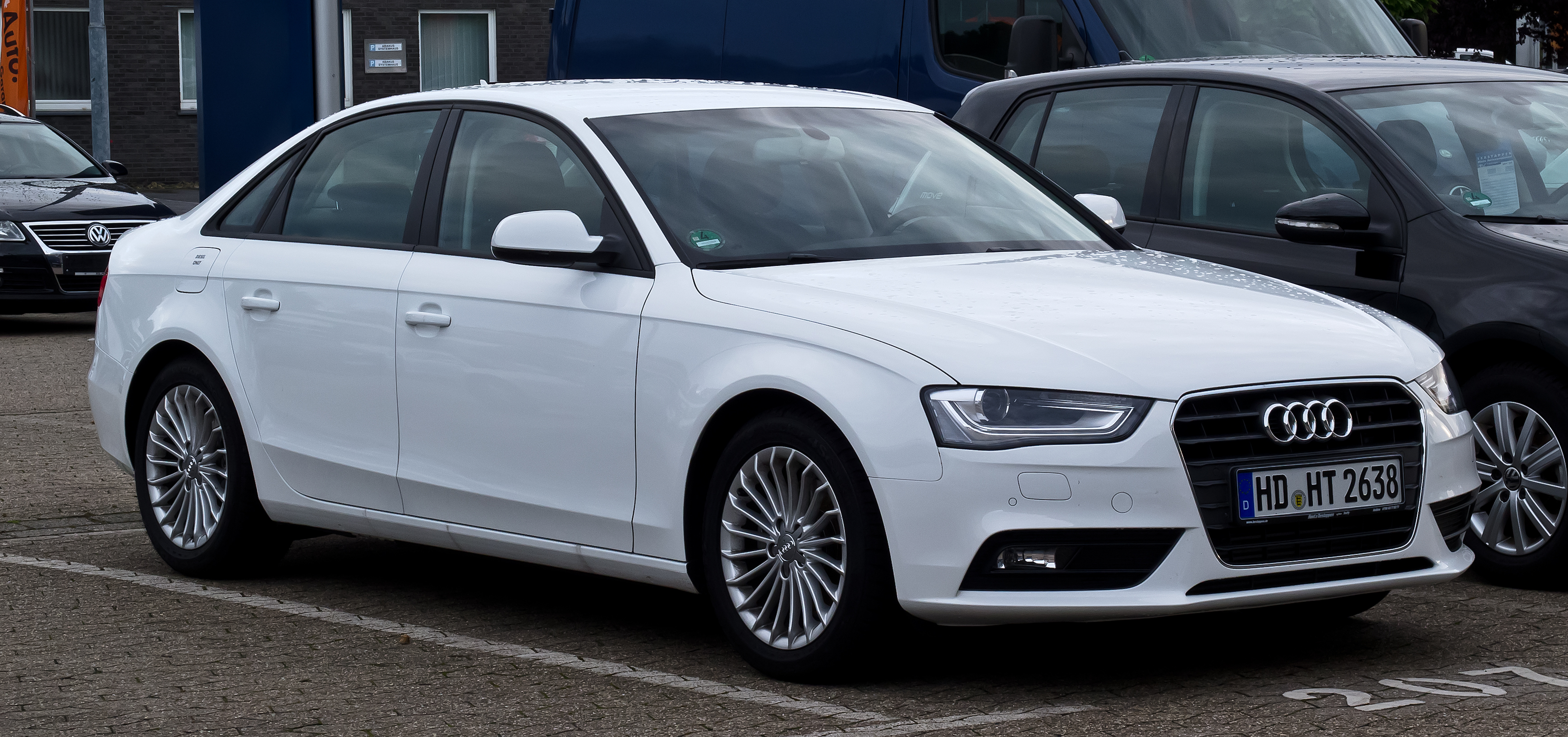
Audi A4 B8 (Рестайлинг) 2011–2015
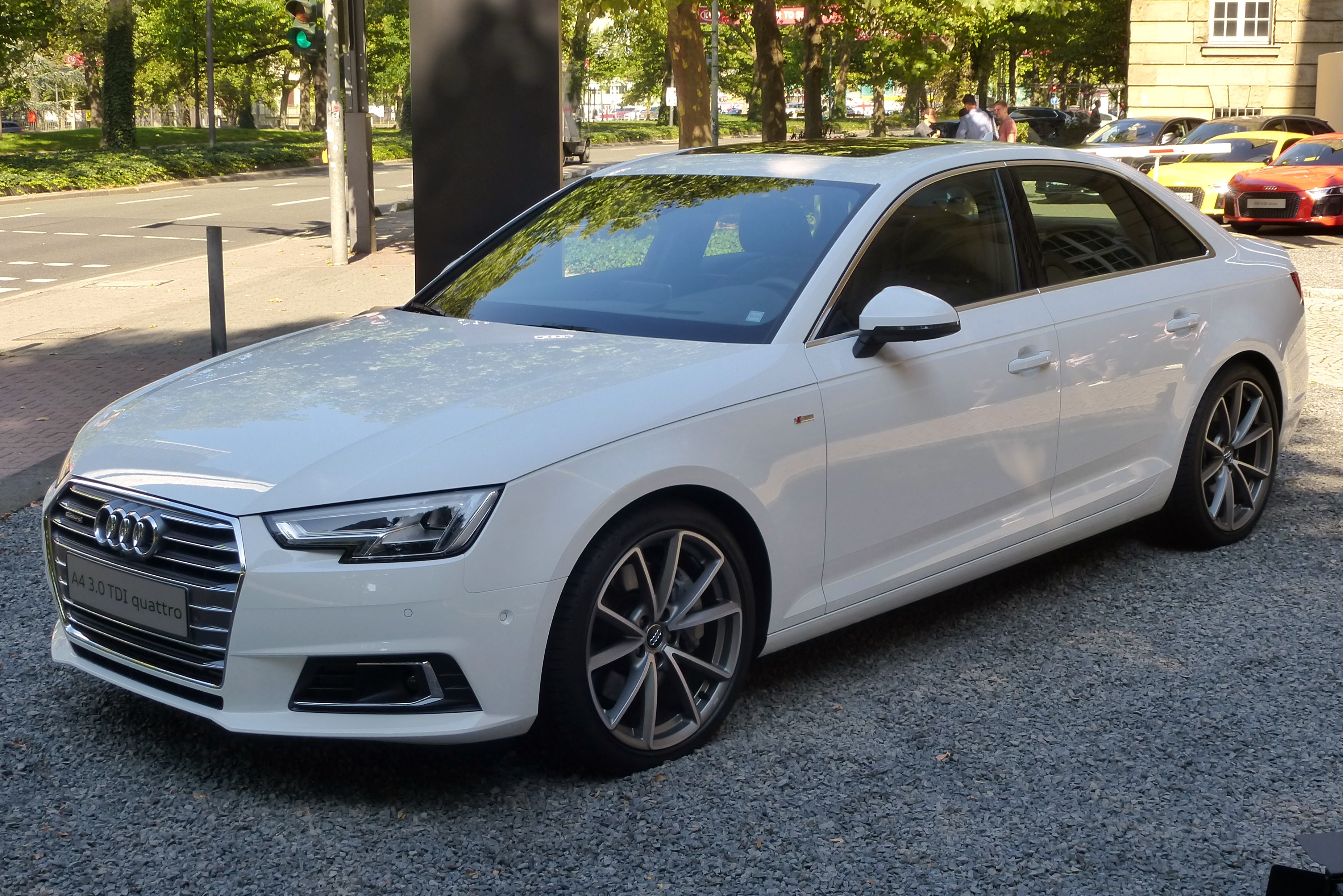
Audi A4 B9 2015–2019
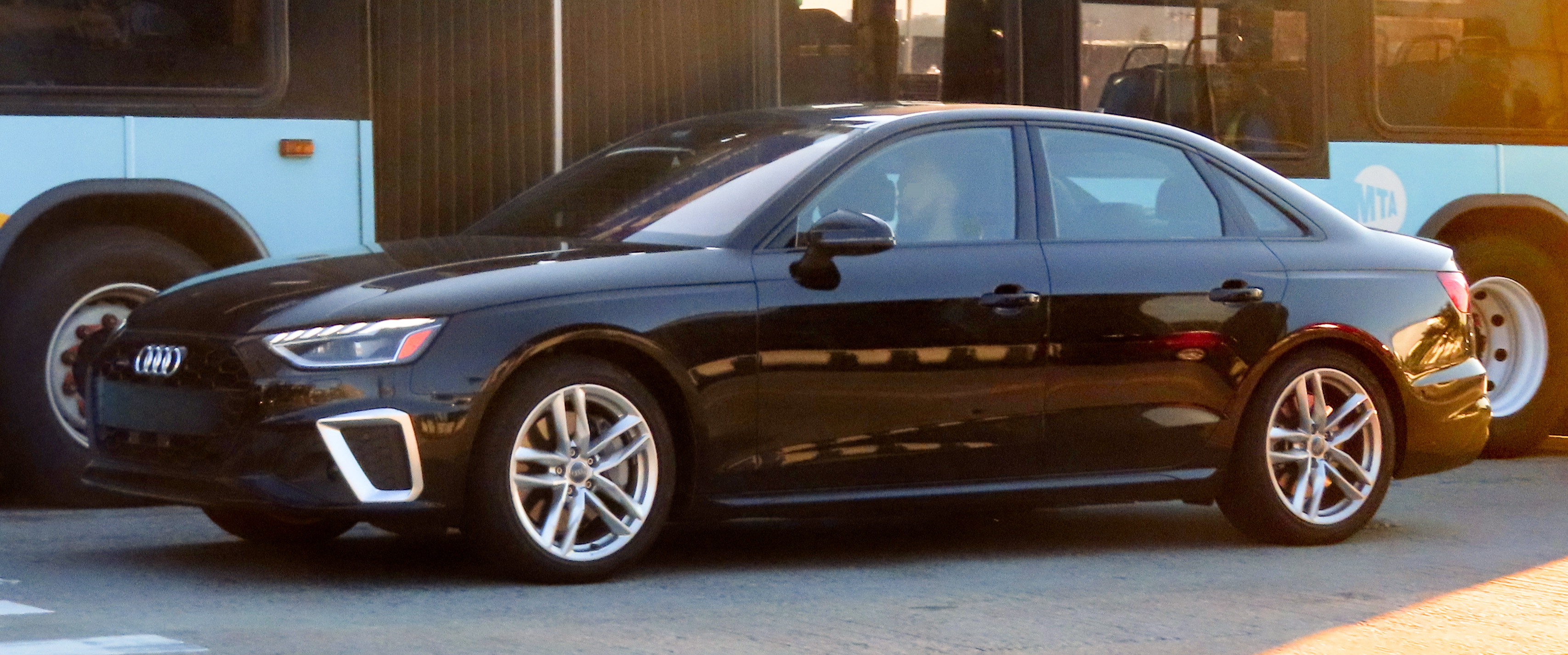
Audi A4 B9 (Рестайлинг) 2019–2024

Audi A4 — автомобиль, отличающийся наибольшим объемом производства. В 2007 году эта модель находилась на четвертом месте по числу новых автомобилей, поставленных на учет в Германии, после Volkswagen Golf, Volkswagen Passat и BMW 3-й серии.

## Разработки

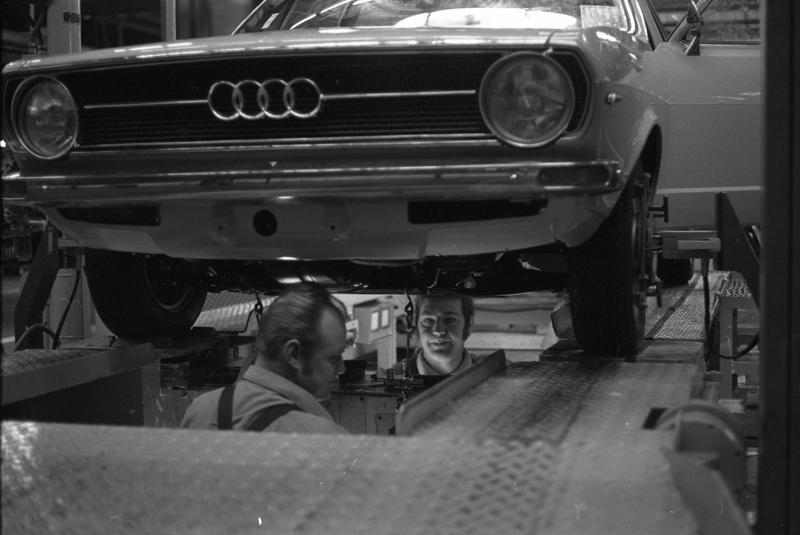
Сборка автомобиля на заводе Volkswagen в Вольфсбурге (1973)

Интересна история разработки некоторых компонентов Audi 80. В частности, в первой модели блок предохранителей (именуемый центральным блоком электрооборудования) устанавливался не в моторном отсеке, а в водоотводящем коробе (перед ветровым стеклом), а позднее был перенесен в пространство для ног водителя, где доступ к нему был сильно затруднен. В конечном счёте, он снова вернулся сначала в водоотводящий короб, а затем в моторный отсек.
Багажный отсек первой модели, появившейся на рынке в 1972 году, был не очень глубоким, но при этом отличался большой длиной и шириной, поскольку под ним располагался топливный бак. В модели Typ 81 топливный бак располагался уже за задним сиденьем. Поэтому багажник был очень глубоким, но при этом и очень коротким. Предлагались даже особые отделения с двойным дном, чтобы владельцу не нужно было сильно нагибаться, доставая багаж. Зато в седане Audi 80, закрыв крышку багажника, можно было перевозить цветной телевизор с трубкой 70 см.
В процессе рестайлинга проблема слишком большой глубины была отчасти устранена. Конструкторы опустили кромку крышки багажника примерно на 2 см вниз. Тем не менее, только модель В4 получила практичный багажный отсек (имевший такую же компоновку, как у модели 1972 года). Последовательное облегчение конструкций (впервые расчеты производились с помощью компьютера) и отрицательное плечо обкатки способствовали уменьшению опасности заноса автомобиля.

## Безопасность
| Euro NCAP                               | Euro NCAP | Euro NCAP | Euro NCAP |
| --------------------------------------- | --------- | --------- | --------- |
| Рейтинги                                | Пассажир  |           | 17        |
| Рейтинги                                | Пешеход   |           | n/a       |
| Протестированная модель: Audi A4 (1997) |           |           |           |

| Euro NCAP                               | Euro NCAP | Euro NCAP | Euro NCAP |
| --------------------------------------- | --------- | --------- | --------- |
| Рейтинги                                | Пассажир  |           | 30        |
| Рейтинги                                | Пешеход   |           | 7         |
| Протестированная модель: Audi A4 (2001) |           |           |           |

| Euro NCAP                                                                  | Euro NCAP | Euro NCAP | Euro NCAP |
| -------------------------------------------------------------------------- | --------- | --------- | --------- |
| Рейтинги                                                                   | Пассажир  |           | 34        |
| Рейтинги                                                                   | Ребёнок   |           | 41        |
| Рейтинги                                                                   | Пешеход   |           | 14        |
| Протестированная модель: Audi A4, 1.8 TFSI ´Attraction´, LHD, седан (2008) |           |           |           |

| Euro NCAP                                                                  | Euro NCAP | Euro NCAP | Euro NCAP             |
| -------------------------------------------------------------------------- | --------- | --------- | --------------------- |
| · общий рейтинг                                                            |           |           |                       |
| 93%                                                                        | 84%       | 39%       | 71%                   |
| взрослый пассажир                                                          | ребёнок   | пешеход   | активная безопасность |
| Протестированная модель: Audi A4, 1.8 TFSI ´Attraction´, LHD, седан (2009) |           |           |                       |

| Euro NCAP                                                     | Euro NCAP | Euro NCAP | Euro NCAP             |
| ------------------------------------------------------------- | --------- | --------- | --------------------- |
| · общий рейтинг                                               |           |           |                       |
| 90%                                                           | 87%       | 75%       | 75%                   |
| взрослый пассажир                                             | ребёнок   | пешеход   | активная безопасность |
| Протестированная модель: Audi A4 2.0 TDI S tronic, LHD (2015) |           |           |                       |